# G-7
|  | No s'ha de confondre amb G8. |

Es denomina Grup dels Set (abreujat com G7 o G-7) a un grup de països del món amb un pes polític, econòmic i militar considerat rellevant a escala global. Representa als set principals poders econòmics avançats. Està conformat per Alemanya, Canadà, els Estats Units, França, Itàlia, Japó i el Regne Unit. A més, la Unió Europea compta amb representació permanent, sent membre de facto.
A partir de l'any 2018, el G7 representa al voltant del 58 % de la riquesa neta mundial (317 bilions de dòlars americans) i més del 46 % del producte interior brut (PIB) mundial, basat en valors nominals.
En aquest sentit, el G-7 pot ser definit com «una aliança conformada per un grup selecte d'estats, amb un posicionament estructural similar —resultat de la coincidència en les seves capacitats nacionals—, sense barreres ideològiques, amb disposició per coordinar les seves polítiques cap a la consecució d'objectius comuns i la voluntat per establir alguns mitjans tècnics de cooperació».

## Creació i evolució del G-7
Els orígens del G-7 s'estableixen al març de 1973 quan, a petició del secretari del Tresor nord-americà George Shultz, es van reunir els ministres de finances de l'Alemanya Occidental, els Estats Units, França, Japó i el Regne Unit. En la cimera de 1975, en Rambouillet, França, es va produir l'entrada d'Itàlia. El 1977, a San Juan (Puerto Rico), es va unir el Canadà. Amb l'ingrés d'aquest últim es va formar el G-7, que a partir de 1998, amb la integració de Rússia - pel seu pes polític i no pel seu pes financer -, es va passar a denominar fòrum polític G8.

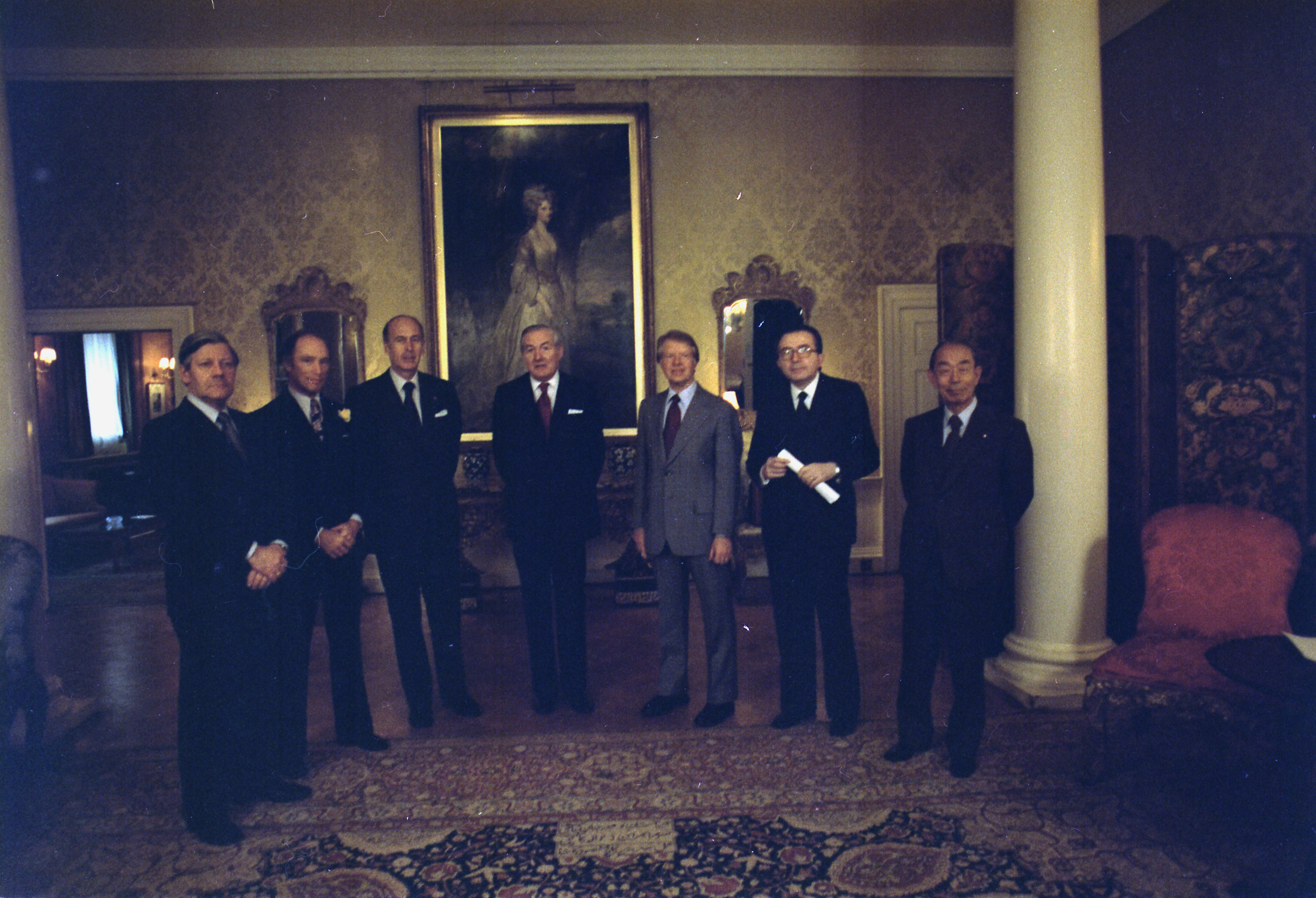
Cimera de 1977, la primera amb els 7 estats membres actuals: Helmut Schmidt (GER), Pierre Trudeau (CAN), Valery Giscard d'Estaing (FRA), James Callaghan (GBR), Jimmy Carter (USA), Giulio Andreotti (ITA) i Takeo Fukuda (JAP).

Els representants d'aquests set països es reuneixen anualment en poblacions dintre d'algun dels estats membres en les anomenades Cimeres del G-7. La finalitat d'aquestes reunions és analitzar l'estat de la política i les economies internacionals i intentar conjuminar posicions respecte a les decisions que es prenen entorn del sistema econòmic i polític mundial. Al llarg de l'any, els ministres es troben per preparar la cimera anual, acostant posicions i negociant consensos.
Al juny de 1997, a Denver (Colorado, Estats Units), la reunió de líders va ser batejada com a «Cim dels Vuit», doncs la Federació Russa hi va assistir per primera vegada en qualitat de soci i no com a observador, com venia fent fins llavors, encara que tampoc com a membre de ple dret.
Rússia, malgrat pertànyer al grup, ha estat durant tots aquests anys marginada al debat dels temes econòmics i financers del G8 per no pertànyer encara a l'Organització Mundial del Comerç (OMC), donades les seves discrepàncies amb els Estats Units. Aquest és l'únic país amb el qual els ex-soviètics encara no han conclòs les negociacions comercials bilaterals requerides per accedir a l'organització multilateral, integrada per 149 països.
El 24 de març de 2014, Rússia va ser exclosa del grup polític G8 després d'haver-se annexionat la península de Crimea (enmig d'una crisi política i econòmica, després de les fallides negociacions d'Ucraïna amb la Unió Europea), per la qual cosa els 7 membres originals del grup, reunits en la cimera anual, aquest cop a La Haia (Països Baixos), van aplicar diverses sancions econòmiques a Rússia i van acordar la seva exclusió del grup.
Existeixen diverses propostes per ampliar el G-7. Alguns juristes dels països membres han suggerit diversos països candidats potencials, com Austràlia i Espanya, a causa de les seves posicions polític-econòmiques i els seus pesos històric-geogràfics. Anteriorment, Donald Trump també va suggerir les candidatures de Corea del Sud i Índia, més la reincorporació de Rússia. Encara que el Govern de Boris Johnson va estar d'acord amb l'expansió, a excepció de la tornada dels russos, la controvertida proposta de Trump va ser fermament rebutjada per part de la resta de membres del G-7 i Polònia.

### Membres del G-7
Països del G-7 segons el seu producte interior brut (PIB)
- Estats Units
- Japó
- Alemanya
- Regne Unit
- França
- Itàlia
- Canadà

## Cimeres
| #  | Data                | Organitzador        | President de torn                             | Localitat                                      |
| -- | ------------------- | ------------------- | --------------------------------------------- | ---------------------------------------------- |
| 1  | 15–17 novembre 1975 | França              | Valéry Giscard d'Estaing                      | Rambouillet                                    |
| 2  | 27–28 juny 1976     | Estats Units        | Gerald Ford                                   | Dorado (Puerto Rico)                           |
| 3  | 7–8 maig 1977       | Regne Unit          | James Callaghan                               | Londres                                        |
| 4  | 16–17 juliol 1978   | Alemanya Occidental | Helmut Schmidt                                | Bonn                                           |
| 5  | 28–29 juny 1979     | Japó                | Masayoshi Ōhira                               | Tòquio                                         |
| 6  | 22–23 juny 1980     | Itàlia              | Francesco Cossiga                             | Venècia                                        |
| 7  | 20–21 juliol 1981   | Canadà              | Pierre E. Trudeau                             | Montebello, Quebec                             |
| 8  | 4–6 juny 1982       | França              | François Mitterrand                           | Versalles                                      |
| 9  | 28–30 maig 1983     | Estats Units        | Ronald Reagan                                 | Williamsburg, Virginia                         |
| 10 | 7–9 juny 1984       | Regne Unit          | Margaret Thatcher                             | Londres                                        |
| 11 | 2–4 maig 1985       | Alemanya Occidental | Helmut Kohl                                   | Bonn                                           |
| 12 | 4–6 maig 1986       | Japó                | Yasuhiro Nakasone                             | Tòquio                                         |
| 13 | 8–10 juny 1987      | Itàlia              | Amintore Fanfani                              | Venècia                                        |
| 14 | 19–21 juny 1988     | Canadà              | Brian Mulroney                                | Toronto                                        |
| 15 | 14–16 juliol 1989   | França              | François Mitterrand                           | París                                          |
| 16 | 9–11 juliol 1990    | Estats Units        | George H. W. Bush                             | Houston                                        |
| 17 | 15–17 juliol 1991   | Regne Unit          | John Major                                    | Londres                                        |
| 18 | 6–8 juliol 1992     | Alemanya            | Helmut Kohl                                   | Múnic                                          |
| 19 | 7–9 juliol 1993     | Japó                | Kiichi Miyazawa                               | Tòquio                                         |
| 20 | 8–10 juliol 1994    | Itàlia              | Silvio Berlusconi                             | Nàpols                                         |
| 21 | 15–17 juny 1995     | Canadà              | Jean Chrétien                                 | Halifax                                        |
| 22 | 27–29 juny 1996     | França              | Jacques Chirac                                | Lió                                            |
| 23 | 20–22 juny 1997     | Estats Units        | Bill Clinton                                  | Denver                                         |
| 24 | 15–17 maig 1998     | Regne Unit          | Tony Blair                                    | Birmingham                                     |
| 25 | 18–20 juny 1999     | Alemanya            | Gerhard Schröder                              | Colònia                                        |
| 26 | 21–23 juliol 2000   | Japó                | Yoshirō Mori                                  | Nago                                           |
| 27 | 21–22 juliol 2001   | Itàlia              | Silvio Berlusconi                             | Gènova                                         |
| 28 | 26–27 juny 2002     | Canadà              | Jean Chrétien                                 | Kananaskis, Alberta                            |
| 29 | 1–3 juny 2003       | França              | Jacques Chirac                                | Évian-les-Bains                                |
| 30 | 8–10 juny 2004      | Estats Units        | George W. Bush                                | Sea Island, Geòrgia                            |
| 31 | 6–8 juliol 2005     | Regne Unit          | Tony Blair                                    | Gleneagles, Escòcia                            |
| 32 | 15–17 juliol 2006   | Rússia              | Vladimir Putin                                | Strelna, Sant Petersburg                       |
| 33 | 6–8 juny 2007       | Alemanya            | Angela Merkel                                 | Heiligendamm, Mecklenburg-Pomerània Occidental |
| 34 | 7–9 juliol 2008     | Japó                | Yasuo Fukuda                                  | Tōyako                                         |
| 35 | 8–10 juliol 2009    | Itàlia              | Silvio Berlusconi                             | L'Aquila                                       |
| 36 | 25–26 juny 2010     | Canadà              | Stephen Harper                                | Huntsville (Ontario)                           |
| 37 | 26–27 maig 2011     | França              | Nicolas Sarkozy                               | Deauville                                      |
| 38 | 18–19 maig 2012     | Estats Units        | Barack Obama                                  | Camp David                                     |
| 39 | 17–18 juny 2013     | Regne Unit          | David Cameron                                 | Llac Erne, Irlanda del Nord                    |
| 40 | 4–5 juny 2014       | Unió Europea        | Herman Van Rompuy i José Manuel Durão Barroso | Brussel·les, Bèlgica                           |
| 41 | 7–8 juny 2015       | Alemanya            | Angela Merkel                                 | Schloss Elmau, Baviera                         |
| 42 | 26–27 maig 2016     | Japó                | Shinzō Abe                                    | Shima, prefectura de Mie                       |
| 43 | 26–27 maig 2017     | Itàlia              | Paolo Gentiloni                               | Taormina                                       |
| 44 | 8–9 juny 2018       | Canadà              | Justin Trudeau                                | La Malbaie, Quebec                             |
| 45 | 24–26 agost 2019    | França              | Emmanuel Macron                               | Biarritz                                       |
| 46 | Suspesa             | Estats Units        | Donald Trump                                  | Camp David                                     |
| 47 | 11–13 juny 2021     | Regne Unit          | Boris Johnson                                 | Saint Ives                                     |
| 48 | 26–28 juny 2022     | Alemanya            | Olaf Scholz                                   | Elmau, Baviera                                 |
| 49 | s/d, 2023           | Japó                | s/d                                           | s/d                                            |
| 50 | s/d, 2024           | Itàlia              | s/d                                           | s/d                                            |

## Consell Assessor per a la igualtat entre homes i dones del G-7
L'any 2018, coincidint amb la presidència de torn canadenca, el primer ministre Justin Trudeau va crear el Consell Assessor per a la igualtat entre homes i dones del G-7, per promoure la igualtat de gènere com un dels eixos prioritaris de treball del G-7, sumat al desenvolupament econòmic, comerç i tecnològic. França va assumir la presidència del G-7 en 2019 i el president Emmanuel Macron va donar continuïtat al Consell durant el seu mandat.